# Walter Arnold
Pour les articles homonymes, voir Arnold.
Walter Arnold, né le 27 août 1909 à Leipzig et mort le 11 juillet 1979 à Dresde, est un sculpteur allemand.

## Biographie

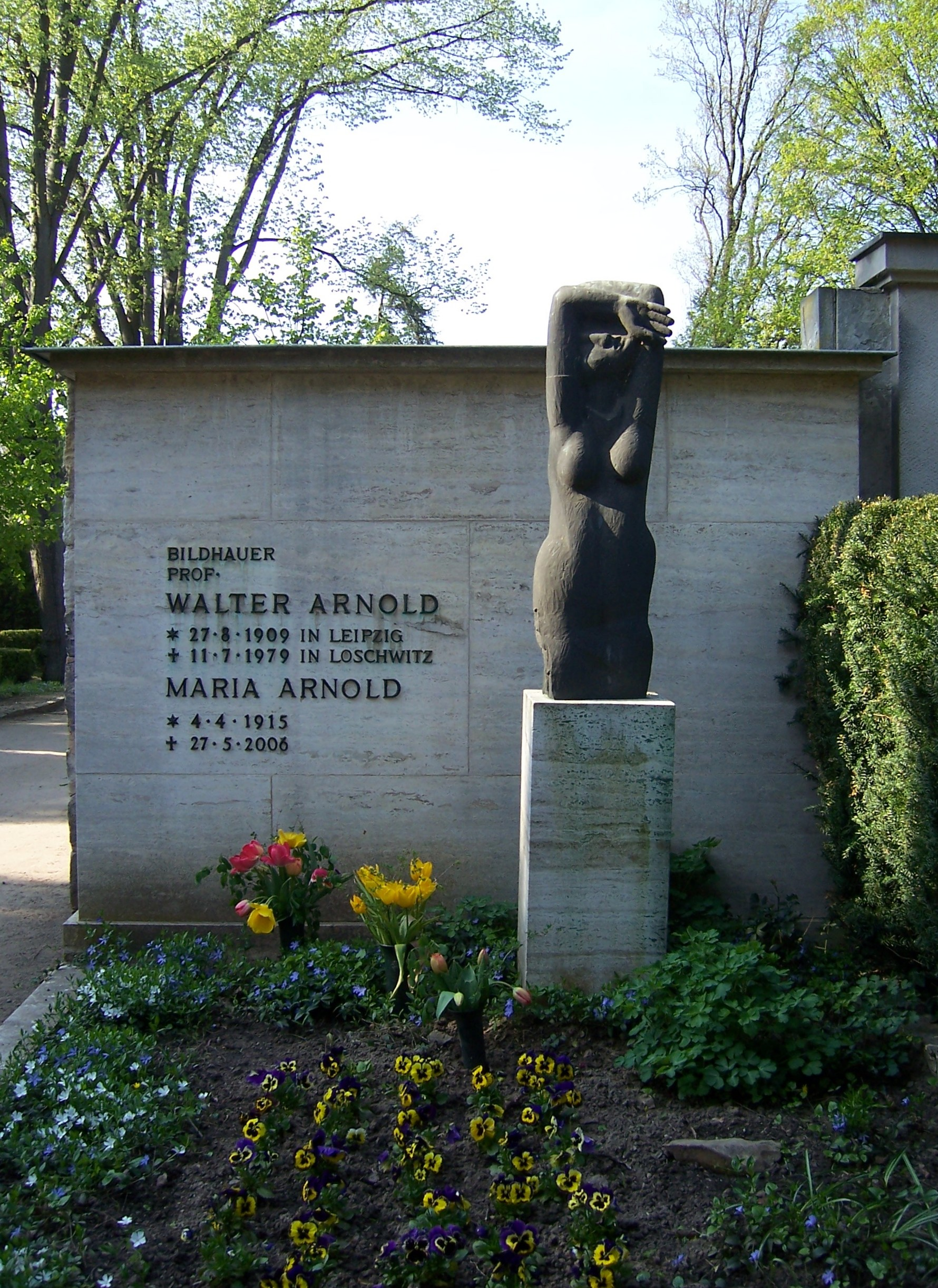
Tombe de Walter Arnold au cimetière de Loschwitz.

Walter Arnold est le fils d'un tailleur de pierre.
De 1924 à 1928, il se forme à la sculpture sur bois et sur pierre, puis étudie jusqu'en 1932 les arts plastiques et la céramique à l'École des arts appliqués (Kunstgewerbeschule) de Leipzig avec Alfred Thiele pour professeur. Assistant de Thiele jusqu'en 1933, il travaille en indépendant jusqu'en 1940. Sa carrière est interrompue par la guerre : soldat dans la Wehrmacht, il est fait prisonnier et incarcéré à Bad Kreuznach.
En 1946, il prend un emploi d'enseignant à la Hochschule für Grafik und Buchkunst Leipzig (L'école supérieure des beaux-arts de Leipzig) et adhère au SED. De 1949 à 1970, il est professeur à l'École supérieure des beaux-arts de Dresde. Devenu professeur émérite en 1974, il anime dans cette école un atelier pour étudiants avancés.
Walter Arnold meurt à Dresde en 1979. Sa tombe se trouve au cimetière de Loschwitz. Walter Arnold a réalisé lui-même la sculpture funéraire Es gibt kein fremdes Leid (Il n'est pas de souffrance étrangère) qui orne sa tombe.

## Galerie

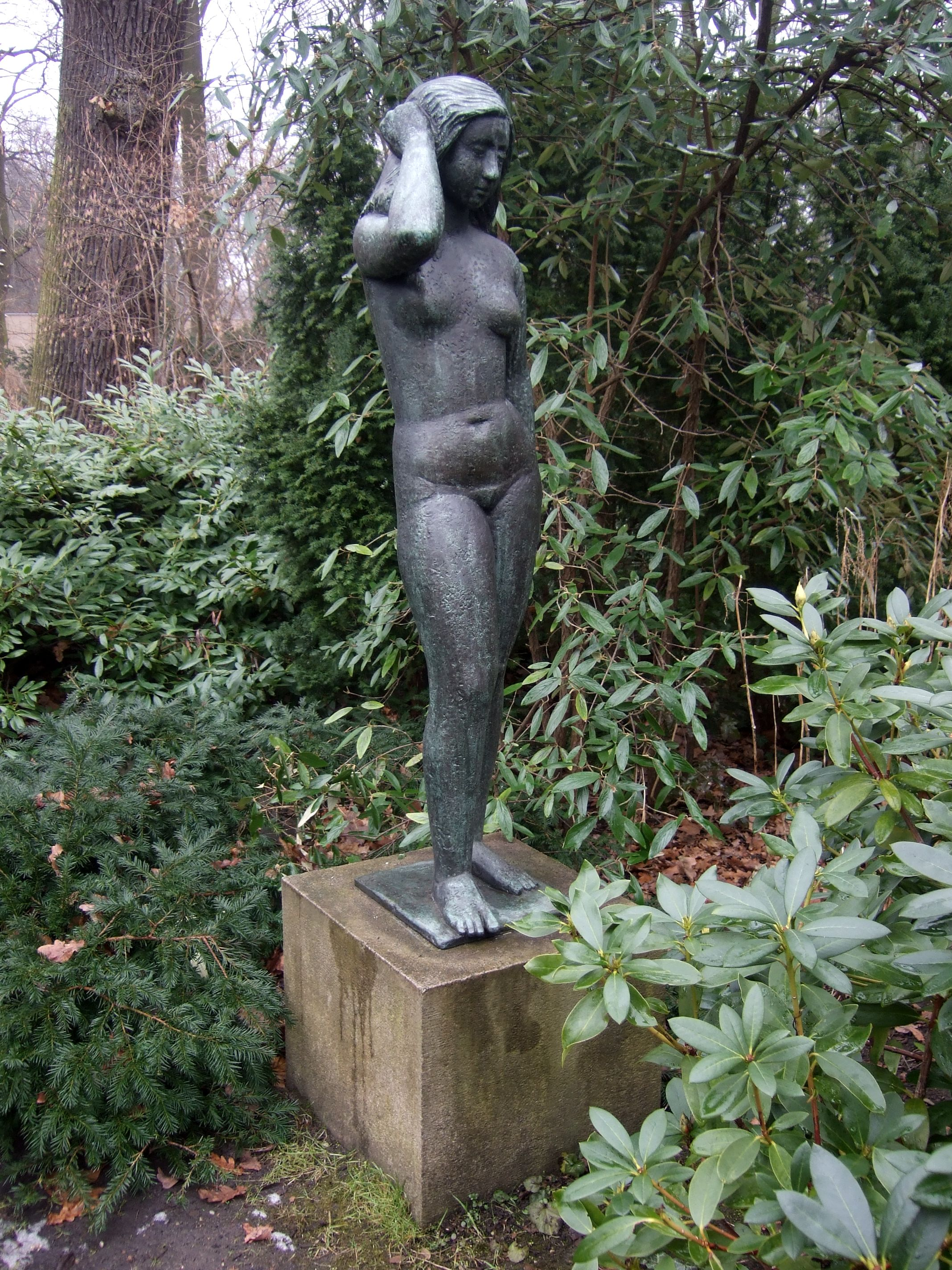
Mädchen, 1950.
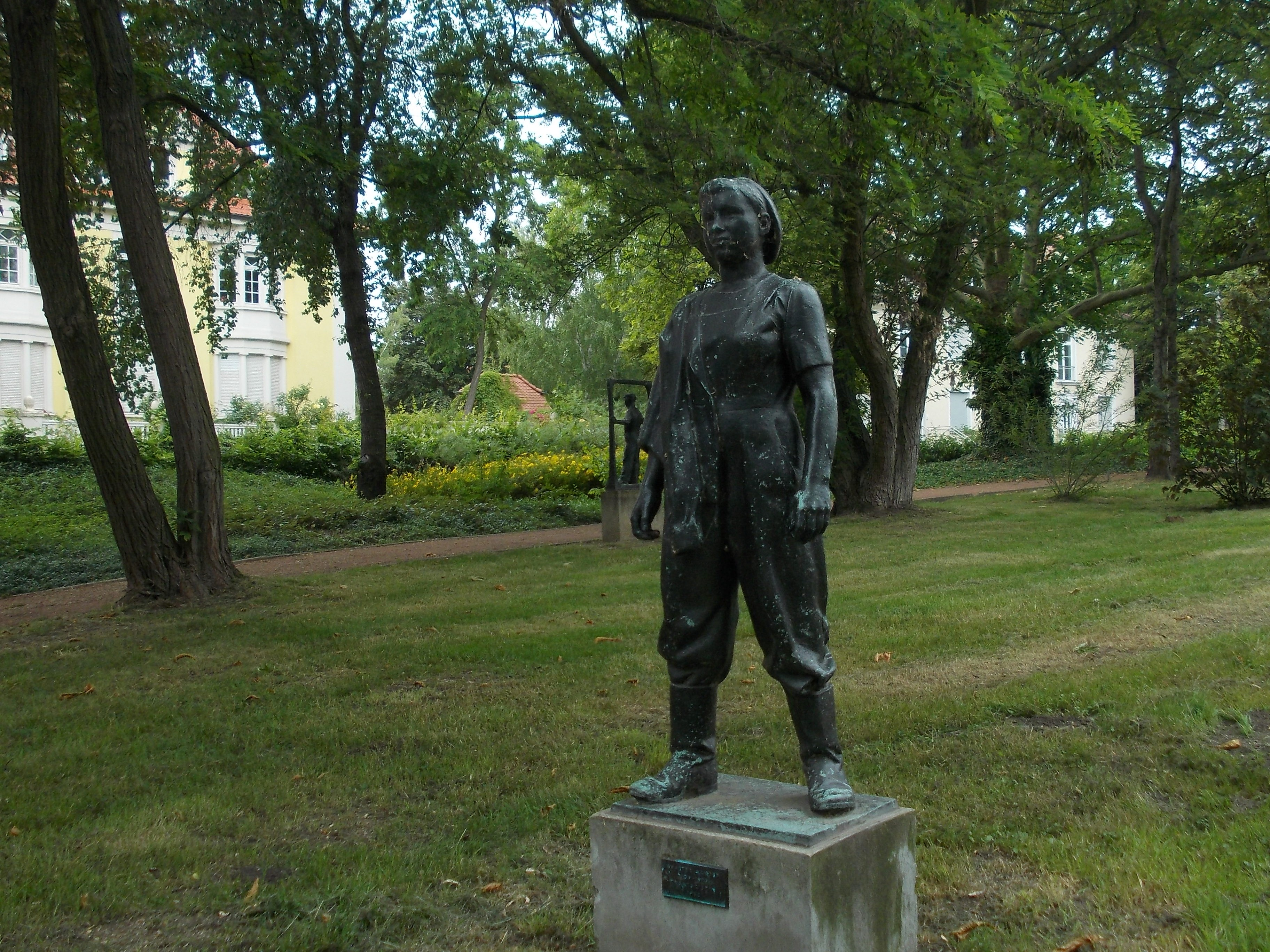
Traktoristin.
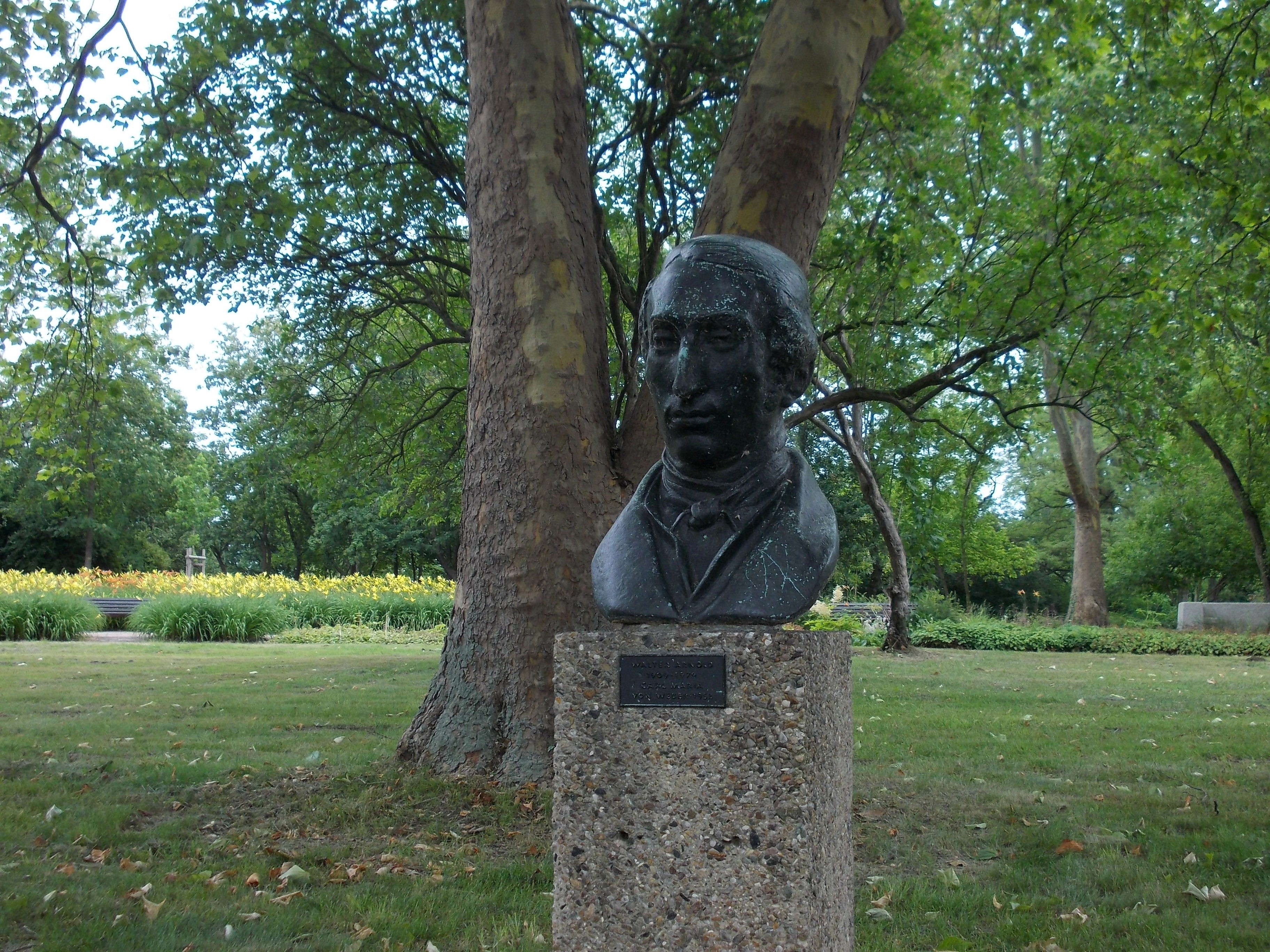
Carl Maria von Weber.
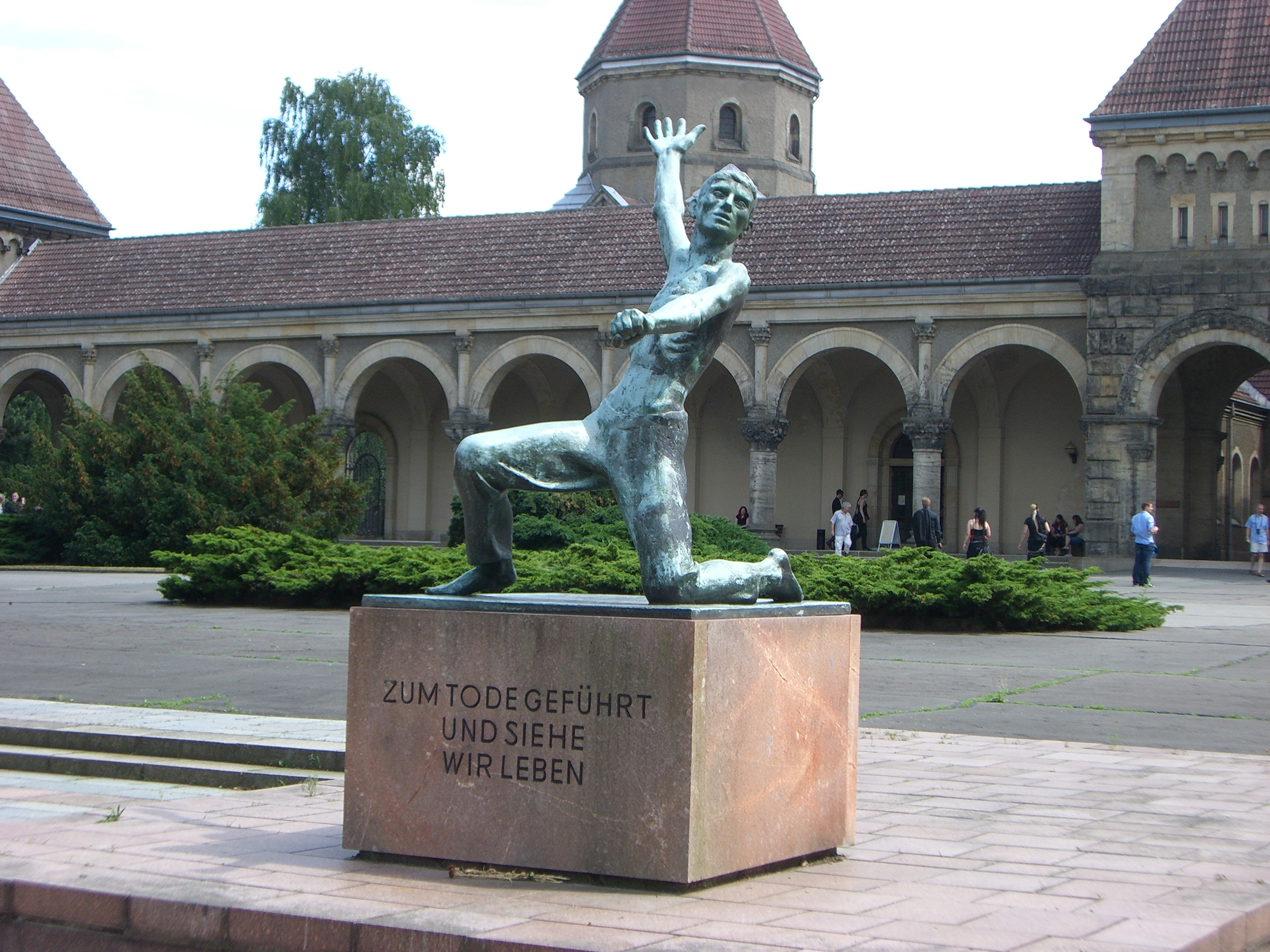
Südfriedhof Leipzig.
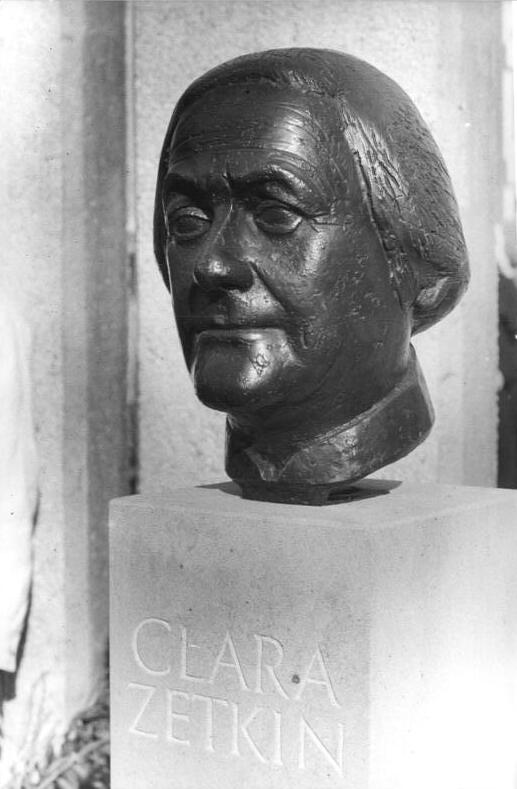
Clara Zetkin.

## Source et références
- (de) Cet article est partiellement ou en totalité issu de l’article de Wikipédia en allemand intitulé « Walter Arnold (Bildhauer) » (voir la liste des auteurs).

1. 1 2  Peter H. Feist, Anmut und Appell, contribution au 100e anniversaire de Walter Arnold dans le quotidien Neues Deutschland du 27 août 2009.